# سیدنی بشی
سیدنی بشی (به انگلیسی: Sidney Bechet) ‏(۱۴ مه ۱۸۹۷ – ۱۴ مه ۱۹۵۹) نوازنده کلارینت و ساکسوفون سوپرانو بود. او از پیشگامان جاز و سبک دیکسی‌لند که سال‌ها ساکن پاریس بود. نوازنده ی کلارینت و ساکسفون سوپرانو را می‌توان اولین سولوییست بزرگ در تاریخ جز دانست. در سال‌های اولیه ی جَز و درحالیکه ساز ساکسفون در حاشیه ی این موسیقی قرار داشت، بشه با نواختن اصواتی شیرین از آن به عنوان ساز سولو استفاده می‌کرد. او همچنین از اولین هنرمندان آمریکایی بود که در شوروی سابق در دهه ی ۲۰ به اجرا پرداخت.
او در نیواورلئان در خانواده ای کرئول (اهالی ایالت لوئیزیانا که اصالتی فرانسوی دارند) و اهل موسیقی در سال ۱۸۹۷ متولد شد. او به‌طور خودآموخته نواختن کلارینت را آغاز کرد و در نوجوانی اش در مهمترین گروه‌های مارش در شهر می‌نواخت. ویل ماریون کوک ویولنیست و آهنگساز، در سال ۱۹۱۹ پس از آشنایی با بشه در نیویورک، او را در ارکستر خود استخدام کرد. در سفر به لندن به همراه ارکستر کوک، بشه یک ساکسفون سوپرانو تهیه کرد که در نهایت ساز اصلی او شد. او در آنجا پس از اجراهایی موفق محبوبیت زیادی کسب کرد. اخلاق تند بِشه که گهگاهی به زد و خورد منجر می‌شد او را مدتی در لندن و نیز ۱۱ ماه در پاریس (بدلیل شلیک به مردی که به او گفته بود اشتباه می‌نوازد) به زندان انداخت و باعث دیپورت او به نیویورک شد.
بشی در بازگشت به نیویورک موفقیت خود را در حرفه اش با عضویت در ارکسترهای دوک الینگتن و کلارنس ویلیامز و سپس همکاری با نوازنده ی ترومپت و همشهری او، تامی لدنیر ادامه داد.
او که در ۱۹۵۱ بدلیل مسائل نژادی ای که گریبانگیر نوازندگان سیاهپوست در آمریکا بود به فرانسه مهاجرت کرد و تا پایان عمرش یعنی سال ۱۹۵۹ در آنجا سکنی گزید.